# Palso
Palso é uma localidade de Maarastra, na Índia.